# Карлик Олександр Ісайович
Олександр Ісайович Карлик (червень 1902, місто Єлисаветгад, тепер Кропивницький — загинув у автомобільній катастрофі 20 травня 1934, місто Рибінськ, тепер Російська Федерація) — радянський діяч, відповідальний секретар Рославльського повітового комітету ВКП(б) Смоленської губернії, директор авіаційного заводу № 26 імені Павлова міста Рибінська, член ВЦВК. Член Комісії радянського контролю при РНК СРСР з березня по травень 1934 року.

## Життєпис
Народився в єврейській міщанській родині. У 1919 році закінчив середню школу.
У грудні 1919 — січні 1921 року — червоногвардієць, інструктор Політичного управління республіки Революційної військової ради в Україні та Москві.
Член РКП(б) з 1920 року.
У липні 1921 — вересні 1923 року — слухач Комуністичного університету імені Свердлова в Москві.
У вересні 1923 — лютому 1927 року — секретар партійного осередку в Свердловську, інструктор Пермського губернського комітету РКП(б) у селищі Нижні Серги Пермського повіту та селищі Кушвинського заводу, завідувач організаційного відділу та секретар Верхотурського (Нижньо-Тагільського) окружного комітету ВКП(б) Уральської області.
У травні 1927 — лютому 1928 року — інструктор Тверського губернського комітету ВКП(б).
У травні 1928 — червні 1929 року — відповідальний секретар Рославльського повітового комітету ВКП(б) Смоленської губернії.
У вересні 1929 — січні 1932 року — слухач історико-партійного Інституту червоної професури.
У січні 1932 — березні 1934 року — партійний організатор ЦК ВКП(б), 13 березня — 20 травня 1934 року — директор авіаційного заводу № 26 імені Павлова міста Рибінська.
Одночасно в березні — 20 травня 1934 року — член групи воєнного контролю Комісії радянського контролю при РНК СРСР.
20 травня 1934 року загинув від розриву серця під час автомобільної аварії біля міста Рибінська. Похований 22 травня 1934 року на Георгіївському цвинтарі Рибінська.